# Freycinetia boninensis
Freycinetia boninensis là một loài thực vật có hoa trong họ Dứa dại. Loài này được (Nakai) Nakai miêu tả khoa học đầu tiên năm 1935.